# Pia Amofa-Antwi
Pia Amofa-Antwi (* 30. Juni 1995 in München) ist eine deutsche Schauspielerin, Synchronsprecherin, Moderatorin und Fußballspielerin.

## Leben
Amofa-Antwi absolvierte nach der Mittleren Reife eine Ausbildung zur Gesundheits- und Krankenpflegerin. Von 2016 bis 2019 erhielt sie eine Schauspielausbildung an der München Film Akademie.
Zwischen 2013 und 2014 spielte sie beim FFC Wacker München Fußball.
Gemeinsam mit Saskia Hödl schrieb sie ein Sachbuch für Kinder mit dem Titel Steck mal in meiner Haut!, das 2022 erschien.

## Filmografie (Auswahl)
- 2017: Alice
- 2020: Brothers
- 2020: Oskars Kleid
- 2020: Grad Deutscher Härte
- 2020: Hinter Glas
- 2021: Wenn nicht jetzt, wann dann
- 2021: Ein Like weniger
- 2022: Der Alte – Folge 446: Zeugen der Anklage
- 2022: Inga Lindström: Geliebter Feind
- 2022: Frühling: Eine Handvoll Zeit (Fernsehreihe)
- 2023: SOKO Stuttgart: Bikefoodys (Fernsehserie)
- 2023: Tatort: Hackl
- 2023: Der Schatten (Fernsehserie)
- 2023: In aller Freundschaft – Die jungen Ärzte: Aufstehen (Fernsehserie)
- 2024: Hameln (Fernsehserie)

### Synchronsprecherin
- 2019: Man in the High Castle
- 2019: The Good Doctor
- 2020: High School Musical: Das Musical: Die Serie
- 2020: Little Fires everywhere
- 2020: Luna Nera
- 2020–2022: The Wilds
- 2020: Drei Meter über dem Himmel (Summertime)
- 2021: Intergalactic
- 2021: Teheran
- 2021: Cruella
- seit 2022: House of the Dragon als Lady Rhaena Targaryen
- 2023: Jemand, den ich mal kannte (Somebody I Used to Know)

### Moderationen
- seit 2020: Pia und die wilden Tiere
- seit 2020: Pia und die Haustiere
- seit 2020: Pia und die wilde Natur
- seit 2020: Pia und das wilde Wissen